# Amercaenis
Amercaenis is een geslacht van haften (Ephemeroptera) uit de familie Caenidae.

## Soorten
Het geslacht Amercaenis omvat de volgende soorten:
- Amercaenis cusabo
- Amercaenis ridens